# Sri-lankische Badmintonmeisterschaft 1995
Die Sri-lankische Badmintonmeisterschaft 1995 war die 43. Austragung der nationalen Titelkämpfe im Badminton in Sri Lanka.

## Sieger und Finalisten
| Disziplin    | Gold                                     | Silber                                  |
| ------------ | ---------------------------------------- | --------------------------------------- |
| Herreneinzel | Thushara Edirisinghe                     | Duminda Jayakody                        |
| Dameneinzel  | Kaushalya Dissanayake                    | Chandrika de Silva                      |
| Herrendoppel | Palinda Halangoda Thushara Edirisinghe   | Niroshan Wijekoon Duminda Jayakody      |
| Damendoppel  | Chandrika de Silva Inoka Rohini de Silva | Kaushalya Dissanayake Sriyani Deepika   |
| Mixed        | Duminda Jayakody Kaushalya Dissanayake   | Thushara Edirisinghe Chandrika de Silva |